# Heath Young
Heath Francis Young (ur. 21 września 1978) – australijski judoka. Olimpijczyk z Aten 2004, gdzie odpadł w eliminacjach w wadze półlekkiej.
Uczestnik mistrzostw świata w 2001 i 2003. Startował w Pucharze Świata w 1998, 1999 i 2001. Piąty na igrzyskach Wspólnoty Narodów w 2002. Zdobył pięć medali mistrzostw Oceanii w latach 1998 - 2004. Mistrz Australii w 2001, 2002, 2004, 2005 i 2006 roku.

## Letnie Igrzyska Olimpijskie 2004
| Konkurencja | Eliminacje            | Eliminacje                 | Repasaże              | Klas. końcowa |
| Konkurencja | Przeciwnik I          | Przeciwnik II              | Przeciwnik I          | Miejsce       |
| ----------- | --------------------- | -------------------------- | --------------------- | ------------- |
| 66 kg       | Juan José Paz (BOL) Z | Yordanis Arencibia (CUB) P | Ludwing Ortiz (VEN) P | 3 runda.      |